# ペッバーンボーン・ゴーキャットジム
ペッパーンボーン・ゴーキャットジム（泰: เพชรบางบอน ส.ธนะภิญโญ、英: Petchbarngborn Kokietgym、1985年8月15日 - ）は、タイのプロボクサー。バンコク出身。第15代PABAフライ級王者。第14代PABAスーパーフライ級王者。PABA2階級制覇王者。
河野公平や井上尚弥と対戦する為に「ペッチバンボーン・ゴーキャットジム」のリングネームで日本のリングに立っている為、多くの日本語表記の記事で「ペッチバンボーン・ゴーキャットジム」と表記されている。

## 来歴
2009年6月1日、バンコクのラジャダムナン・スタジアムでウィーラサック・チュワタナとスーパーフライ級6回戦を行い、6回判定負けを喫しデビュー戦を白星で飾れなかった。
2009年8月30日、バンコクのラジャダムナン・スタジアムでプライカーン・GTジムと対戦し、プロ初勝利となる3回TKO勝ちを収めた。
2009年10月15日、バンコクのラジャダムナン・スタジアムでタミンカーオ・ソー・ターンティップとタイライトフライ級王座決定戦を行い、10回判定で引き分けた為、王座獲得に失敗した。
2009年11月30日、バンコクのラジャダムナン・スタジアムでタミンカーオ・ソー・ターンティップとタイライトフライ級王座決定戦を行い、8回TKO勝ちを収め王座獲得に成功した。前戦に引き分けたタミンカーオとのダイレクトリマッチを制し初戴冠を果たした。
2010年2月19日、パトゥムターニー県のパトゥムターニー大学でヨーッモンコン・ウォー・センテープと対戦し、6回判定負けを喫した。
2010年3月26日、ウッタラディット県でデンチャイレック・クラティンデーンジムとフライ級6回戦を行い、6回判定負けを喫した。
2010年5月22日、兵庫県神戸市の神戸市立中央体育館で高野誠三とスーパーバンタム級8回戦を行い、8回0-3（76-79、75-78、72-80）の判定負けを喫した。
2010年7月25日、愛知県刈谷市のあいおいホールで松浦克哉とフライ級8回戦を行い、8回0-3（75-79、73-79、74-80）の判定負けを喫した。
2011年5月12日、スラートターニー県のサムイ島でワンディー・シンワンチャーとABCOスーパーフライ級コンチネンタル王座決定戦を行い、8回1分52秒、2-1（76-75、77-74、75-76）の負傷判定勝ちを収め王座獲得に成功した。
2012年2月20日、チュムポーン県のトゥンタコー郡でロネレックス・ダルトと対戦し、12回3-0の判定勝ちを収めABCOコンチネンタル王座の初防衛に成功した。
2012年5月29日、プーケット県のバングラ・ボクシング・スタジアムでアルウィ・アルハブシと対戦し、初回2分14秒TKO勝ちを収めABCOコンチネンタル王座の2度目の防衛に成功した。
2012年7月24日、サムットサーコーン県でエルバート・グアルダリオと対戦し、12回3-0（116-112、117-111が2者）の判定勝ちを収めABCOコンチネンタル王座の3度目の防衛に成功した。
2012年9月10日、東京都文京区の後楽園ホールで日本スーパーフライ級9位の河野公平とスーパーフライ級8回戦を行い、8回0-3（75-77、76-77、75-78）の判定負けを喫した。
2012年10月12日、バンコクのサトリウィッタヤ高校でキッド・スリヤナとPABAスーパーフライ級暫定王座決定戦を行い、2回1分42秒KO勝ちを収め王座獲得に成功した。
2012年12月31日、東京都大田区の大田区総合体育館で金城智哉とフライ級8回戦を行い、初回1分2秒KO勝ちを収めた。
2013年4月9日、ソンクラー県ハートヤイ郡のチラナコーン・スタジアムでマイケル・エスコビアとPABAフライ級王座決定戦を行い、12回3-0（117-111、116-113、115-112）の判定勝ちを収めPABA王座の2階級制覇を達成した。
2013年6月14日、チャイヤプーム県でアーディン・ディアレとWBOオリエンタルスーパーフライ級暫定王座決定戦を行い、12回3-0（115-113が2者、117-111）の判定勝ちを収め王座獲得に成功した。
2013年9月11日、大阪府大阪市の大阪府立体育会館で石田匠とスーパーフライ級8回戦を行い、2回1分30秒KO負けを喫した。
2013年12月27日、ムックダーハーン県のインドシナマーケットでジェミー・ゴーベルとPABAスーパーフライ級暫定王座決定戦を行い、2回1分50秒KO勝ちを収め1年2ヵ月ぶりにPABAスーパーフライ級暫定王座に返り咲いた。
2014年2月27日、カーラシン県でジョエル・クォンとPABAスーパーフライ級王座決定戦を行い、12回3-0の判定勝ちを収めPABAから正規王座に認定された。（記録上は暫定王座の初防衛）
2014年6月6日、ラオスのサワンナケート県でアニス・セウフィンと対戦し、12回3-0の判定勝ちを収めPABA王座の2度目の防衛に成功した。
2014年7月25日、サムットプラーカーン県でフェルナンド・ルマカドとWBOアジア太平洋スーパーフライ級暫定王座決定戦を行い、12回3-0の判定勝ちを収め王座獲得に成功した。
2014年10月3日、ナコーンラーチャシーマー県のワット・バーン・ライでキム・キチャンと対戦し、3回KO勝ちを収めPABA王座の3度目の防衛に成功した。
2014年11月8日、ナコーンラーチャシーマー県でマクレア・ガンディオンコと対戦し、9回KO勝ちを収めWBOアジア太平洋暫定王座の初防衛に成功した。
2015年1月10日、ナコーンパトム県でジョン・バジャワと対戦し、4回にバジャワが棄権した為PABA王座の4度目の防衛に成功した。
2015年3月1日、ナコーンパトム県でフランス・ダムール・パルエと対戦し、8回TKO勝ちを収めPABA王座の5度目の防衛に成功した。
2015年5月15日、ロッブリー県バーンミー郡でトミー・セランとWBOアジア太平洋スーパーフライ級王座決定戦を行い、5回TKO勝ちを収めWBOからWBOアジア太平洋王座の正規王座に認定された。（記録上は暫定王座の2度目の防衛）
2015年7月3日、ラオスのサワンナケート県でフランス・ダムール・パルエと対戦し、12回3-0の判定勝ちを収めWBOアジア太平洋王座の3度目の防衛に成功した。
2015年9月25日、プラチュワップキーリーカン県でエスピノス・サブと対戦し、12回3-0の判定勝ちを収めPABA王座の6度目の防衛に成功した。
2015年11月6日、プラチュワップキーリーカン県でヘンキー・バランサノと対戦し、5回KO勝ちを収めPABA王座の7度目の防衛に成功した。
2015年12月5日、バンコクのザ・ロイヤル・プラザでジョン・バジャワとABCOスーパーフライ級コンチネンタル王座決定戦を行い、10回にバジャワが棄権した為、ABCOコンチネンタル王座への返り咲きに成功した。
2016年2月28日、バンコクラッチャダーピセーク通りのスアンルム・ナイトバザールでフランス・ダムール・パルエと対戦し、2回KO勝ちを収めABCOコンチネンタル王座の初防衛に成功した。
2016年4月11日、ラムパーン県メータ郡でノルディ・マナカネと対戦し、12回3-0の判定勝ちを収めABCOコンチネンタル王座の2度目の防衛に成功した。
2016年5月4日、同年6月4日にリヴァプールのエコー・アリーナ・リヴァプールでポール・バトラーとWBO世界スーパーフライ級挑戦者決定戦を行うことが決定した。
2016年6月4日、リヴァプールのエコー・アリーナ・リヴァプールでポール・バトラーとWBO世界スーパーフライ級挑戦者決定戦を行う予定だったが、前日計量でバトラーに体重超過があり失格となった為、試合は中止となった。
2016年7月18日、WBO世界スーパーフライ級1位のオマール・ナルバエスの辞退、WBO世界スーパーフライ級2位のゾラニ・テテのバンタム級転向の意向、上述のバトラー戦の中止を経て同年9月4日に神奈川県座間市のスカイアリーナ座間でWBO世界スーパーフライ級王者井上尚弥と対戦することが決定した。
2016年9月4日、神奈川県座間市のスカイアリーナ座間でWBO世界スーパーフライ級王者井上尚弥と対戦し、10回3分3秒KO負けを喫し王座獲得に失敗した。
2017年1月9日、タイでサムエル・テフアヨと対戦し、12回3-0（120-106、119-107×2）の判定勝ちを収めPABA王座の8度目の防衛に成功した。
2022年7月12日、後楽園ホールで中嶋一輝とスーパーバンタム級8回戦で対戦し、5回2分3秒TKO負けを喫した。
2023年2月25日、亀田京之介とフェザー級10回戦で対戦し、10回判定0-3で破れた。
2023年8月5日、神戸市立中央体育館にてスーパーバンタム級6回戦で与那覇勇気と対戦し、6回1-2判定負けを喫した。
2024年3月2日、後楽園ホールで内構拳斗とスーパーバンタム級8回戦で対戦し、8回0-3の判定負けを喫した。

## 獲得タイトル
- タイライトフライ級王座
- ABCOスーパーフライ級コンチネンタル王座
- PABAスーパーフライ級暫定王座（防衛0）
- 第15代PABAフライ級王座（防衛0）
- WBOオリエンタルスーパーフライ級暫定王座
- PABAスーパーフライ級暫定王座（2期目、防衛1=正規王座に認定）
- 第14代PABAスーパーフライ級王座（防衛7）
- WBOアジア太平洋スーパーフライ級暫定王座
- WBOアジア太平洋スーパーフライ級王座